# To Be
To Be è un brano musicale della cantante giapponese Ayumi Hamasaki, pubblicato come suo ottavo singolo il 12 maggio 1999. Il brano è il terzo estratto dall'album Loveppears ed è arrivato alla quarta posizione della classifica Oricon dei singoli più venduti in Giappone vendendo un totale di 324 500 copie.

## Tracce
CD singolo AVDD-20316
1. To Be (Ayumi Hamasaki, D・A・I)
2. To Be (Dub's cool wind remix)
3. To Be (instrumental)

Durata totale: 16:37

## Classifiche
| Classifica (1999)           | Posizione più alta |
| --------------------------- | ------------------ |
| Oricon Weekly Singles Chart | 4                  |